# Kanton La Loupe
Kanton La Loupe (francouzsky Canton de la Loupe) je francouzský kanton v departementu Eure-et-Loir v regionu Centre-Val de Loire. Tvoří ho 15 obcí.

## Obce kantonu
- Belhomert-Guéhouville
- Champrond-en-Gâtine
- Les Corvées-les-Yys
- Fontaine-Simon
- Friaize
- La Loupe
- Manou
- Meaucé
- Montireau
- Montlandon
- Saint-Éliph
- Saint-Maurice-Saint-Germain
- Saint-Victor-de-Buthon
- Le Thieulin
- Vaupillon